# Asociación Deportiva Alcides Vigo
El Alcides Vigo Hurtado fue un club de fútbol de Perú, de la ciudad de Lima en el Departamento de Lima.

## Historia
Fue fundado como equipo representativo de la Policía Nacional del Perú y lleva el nombre del Capitán Alcides Vigo Hurtado, quien cayó abatido cumpliendo su deber policial. El cuadro policial participó en la liga de fútbol del Distrito de Barranco, en 1983 fue invitado a participar a la reactivada Segunda División de la cual logró adjudicarse el Torneo en el año 1985 disputando el torneo Intermedio donde llegó hasta la Liquilla de Promoción. Estuvo en Segunda División del Perú hasta 1988, año que desciende a la Liga Amateur. 
En 1991 logra ganar el ganó el Interligas de Lima accediendo nuevamente a la Segunda División del Perú de 1992; en el año 1996 (con el apoyo económico de Sporting Cristal) logró el campeonato de la Segunda División del Perú y acceder a la Primera División para la temporada 1997.
Tuvo su paso fugaz por Primera ya que al quedar en el puesto 11 tuvo que descender nuevamente a la Segunda División.
En el año 2001 logró adjudicarse nuevamente el campeonato de segunda, pero perdió la oportunidad de nuevamente ascender a la edición del año 2002 tras perder el partido de revalidación frente a Deportivo Wanka. En el 2004 quedó en el último lugar de la segunda división regresando a su liga de origen. En 2008 perdió la categoría en la Primera División de Barranco y al año siguiente no se presentó a participar en la Segunda.
Llegó a ser filial de Alianza Lima.

## Uniforme
- Uniforme titular: Camiseta verde, pantalón verde, medias verde.
- Uniforme secundario: Camiseta blanca, pantalón verde, medias blancas.
- Uniforme alterno: Camiseta verde, pantalón blanco, medias blancas.

Uniforme Principal del 1987 al 1997.
| Titular 1 | Titular 2 | Titular 3 | Titular 4 | Titular 5 | Titular 6 |  |

Uniforme Principal del 1998 al 2008.
| Titular 1 | Titular 2 | Titular 3 | Titular 4 | Titular 5 | Titular 6 |

Uniforme Alterno del 1987 al 1997.
| Alterno 1 | Alterno 2 | Alterno 3 | Alterno 4 | Alterno 5 | Alterno 6 | Alterno 7 |  |

Uniforme Alterno del 1998 al 2008.
| Alterno 1 | Alterno 2 | Alterno 3 | Alterno 4 | Alterno 5 | Alterno 6 | Alterno 7 |

## Datos del club
- Temporadas en Primera División: 1 (1997)
- Temporadas en Segunda División: 18 (1983-1988,  1992-1996, 1998-2004)

## Jugadores
- Manuel Mayorga (1994)
- Alberto Gallardo (1996); Campeón Segunda División del Perú 1996
- Luis Roth (1997)
- Vito Andrés Bártoli (1997)
- Oscar Sánchez (1997)
- Pedro Cardich (1997)
- Roberto Mosquera (1998-1999)
- Moisés Barack (1999)
- Medardo Arce (1999-2000)
- Dorival da Silva (2001)
- Ronald Amoretti (2002)
- Manuel Uribe (2003)
- Richard Garrido (2003-2004)
- José Salinas (2004)
- Marco Ipinze (2005)
- José Velásquez (2006)
- Richard Garrido (2006)
- José Villasante (2006)
- Miguel Ángel Guzmán (2006)

## Palmarés

### Torneos nacionales
- Segunda División del Perú (3): 1985, 1996, 2001.
- Subcampeón de la Segunda División del Perú (2):  1998, 2000.

### Torneos regionales
- Interligas de Lima: 1991.

## Enlaces
- Club Alcides Vigo; La Historia
- Galería - Club Alcides Vigo
- Historia Liga de Barranco.
- Alcides Vigo vs Alianza Lima
- Alcides Vigo vs Universitario 1997
- Anécdotas Segunda División

- Datos: Q4713100